# Jérémy Amelin
Jérémy Bruno Thierry Amelin (Montargis, 1 de julio de 1986), más conocido como Jérémy Amelin, es un cantante francés finalista del programa de televisión musical francés Star Academy 5.

## Biografía
Amelin nació el 1 de julio de 1986 en Montargis, Francia y criado en Montcresson, Francia.
Fue finalista del programa de televisión musical francés Star Academy 5 y lanzó tres sencillos.
Amelin apareció como el Capitán Febo en la gira del décimo aniversario del musical Notre-Dame de París en Seúl, Corea del Sur.
También actuó en los musicales de cabaret Flamboyant y Trésor al Royal Palace de Kirrwiller, Francia.

## Discografía

### Sencillos
| Año  | Título                         | Mejor posición | Mejor posición | Mejor posición |
| Año  | Título                         | FRA            | BEL            | CHE            |
| ---- | ------------------------------ | -------------- | -------------- | -------------- |
| 2006 | À Contre Sens                  | 13             | 17             | 81             |
| 2010 | Oh, Oh ! (feat. Angelika)      | —              | —              | —              |
| 2011 | Undone (feat. Jessica Lowndes) | —              | —              | —              |

### Videos musicales
| Año  | Título                    | Director     |
| ---- | ------------------------- | ------------ |
| 2010 | Oh, Oh ! (feat. Angelika) | Kayden Boche |